# Жоламанський сільський округ
Жолама́нський сільський округ (каз. Жоламан ауылдық округі, рос. Жоламанский сельский округ) — адміністративна одиниця у складі Кербулацького району Жетисуської області Казахстану. Адміністративний центр — село Жоламан.
Населення — 1682 особи (2021; 2171 у 2009, 2361 у 1999, 2988 у 1989).
Станом на 1989 рік існувала Жоламанська сільська рада (села Жоламан, Самен, Ферма № 2, Ферма № 3, селища Дала, Жоламан). 2010 року ліквідовано село Перевал Архарли.

## Склад
До складу округу входять такі населені пункти:
| Населений пункт             | Населення, осіб (1989) | Населення, осіб (1999) | Населення, осіб (2009) | Населення, осіб (2021) |
| --------------------------- | ---------------------- | ---------------------- | ---------------------- | ---------------------- |
| Алтиндала, станційне селище | -                      | 38                     | 43                     | 8                      |
| Архарли, станційне селище   | -                      | 37                     | 38                     | 11                     |
| Дала, станційне селище      | 61                     | 111                    | 75                     | 173                    |
| Жоламан, село               | 2087                   | 1684                   | 1505                   | 1259                   |
| Жоламан, станційне селище   | 388                    | 224                    | 214                    | 114                    |
| --Перевал Архарли, село     | -                      | 12                     | 48                     | -                      |
| Сайли, станційне селище     | -                      | 24                     | 13                     | 6                      |
| Самен, село                 | 186                    | 231                    | 235                    | 111                    |
| Ферма № 2, село             | 143                    | -                      | -                      | -                      |
| Ферма № 3, село             | 123                    | -                      | -                      | -                      |